# Două mori de apă cu o ecluză deschisă
Două mori de apă cu o ecluză deschisă, de asemenea, cunoscută sub numele de Două mori de apă și o ecluză deschisă este o pictură din 1653 realizată de pictorul olandez, Jacob van Ruisdael. Actualmente se află în colecția Muzeului Getty din Los Angeles.
Tabloul prezintă două mori de apă la lucru, dintre care cea mai importantă fiind jumătate din lemn cu grinzi orizontale și fronton din scânduri verticale. Aceasta este caracteristică morilor de apă din zona Bentheim din Germania, unde Ruisdael a călătorit la începutul anilor 1650. Acest tablou este una dintre cele șase variante cunoscute pe această temă și singura care este datată.
Deși alți artiști occidentali au reprezentat anterior mori de apă, Ruisdael a fost primul care a prezentat acest subiect ca fiind unul central într-o pictură. Meindert Hobbema, elevul lui Ruisdael, a început să lucreze la fabricile de apă din anii 1660. Astăzi Hobbema este mai cunoscut pentru lucrările cu mori de apă decât profesorul său.